# Hélène Degy
 (novembre 2018).
Hélène Degy est une actrice française, née en 1982[source insuffisante].

## Biographie
Après être sortie diplômée de l'école nationale supérieure des arts et techniques du théâtre en 2006, Hélène Degy joue dans de nombreuses pièces de théâtre et apparaît régulièrement à la télévision. Elle tourne notamment pour Marcel Bluwal, Denis Malleval, Régis Musset, Olivier Guignard, Luc Béraud, Julien Zidi (Section de recherches, épisode : Leslie en danger), Gilles Béhat, David Morley (saison 2 épisode 2 Léo Matteï, au nom du fils) , Christophe Douchand, Jean-Marc Seban… Elle est aussi dirigée par Christian Schiaretti au théâtre national de la Colline dans Par-dessus bord de Michel Vinaver. Hélène monte et joue un seul en scène : Un peu de sexe ? merci, juste pour vous être agréable! d'après Franca Rame puis on la retrouve dans Dernier coup de ciseaux. Elle reçoit avec l'équipe de Sébastien Azzopardi le Molière de la comédie. On lui confie ensuite de magnifiques rôles comme dans La Peur, Le Collectionneur d'après John Fowles, mise en scène de Thierry Jahn et Céline Ronte (au Lucernaire), dans Un fil à la patte et Andromaque, d'Anthony Magnier (Avignon 2016).
- Conservatoire d’art dramatique,
- École nationale supérieure des arts et technique du théâtre (ENSATT) de Lyon.

## Théâtre
- 2003 : Platonov
- 2004 : La Mastication des morts
- 2004 : Quai Ouest
- 2004 : Adam et Eve
- 2005 : Pétrarque Kamikaze
- 2005 : Le Regard de Rancé
- 2005 : Du sang sur le cou du chat
- 2006 : Songe d'une nuit d'hiver
- 2006 : Les Troyennes
- 2006 : Juste un toit
- 2007 : La Petite Noce
- 2008 : Par-dessus bord de Michel Vinaver
- 2011 : Un peu de sexe ? merci, juste pour vous être agréable de Dario Fo et Franca Rame
- 2012-2014 : Dernier coup de ciseaux de Marilyn Abrams et Bruce Jordan
- 2014-2018 : La Peur : Irène
- 2015 : Le Collectionneur d'après John Fowles
- 2017 : Un fil à la patte d'après Georges Feydeau
- 2019 : Des plans sur la comète au festival off d'Avignon
- 2021 : La Grande Musique de Stéphane Guérin au festival off d'Avignon

## Filmographie

### Cinéma
- 2009 : Pari(s) d'exil

### Télévision

#### Téléfilms
- 2010 : Bienvenue à Bouchon de Luc Béraud : Bérénice
- 2012 : Jeux dangereux de Régis Musset : Nora Merteuil
- 2012 : L'Homme de ses rêves de Christophe Douchand : Paula
- 2018 : Les Ombres du passé de Denis Malleval : Sarah Levigan

#### Séries télévisées
- 2007 : Paris, enquêtes criminelles (saison 1, épisode 1 : Fantôme) de Gilles Béhat : Nadine Delcourt
- 2008 : À droite toute (mini-série) de Marcel Bluwal : Danielle Salmon
- 2009 : RIS police scientifique  (saison 5, épisode 6 : Les Fleurs du mal) de Jean-Marc Thérin : Estelle Perec
- 2010 : 1788... et demi : Lady Jane
  - (saison 1, Episode 5 : De la pendaison comme remède à la famine du peuple) d'Olivier Guignard
  - (saison 1, épisode 6 : Du bonheur nuptial et de ses révélations inattendues) d'Olivier Guignard
- 2011 : Joséphine, ange gardien (saison 14, épisode 3 : Tout pour la musique) de Jean-Marc Seban : Léonie
- 2011 : Le Jour où tout a basculé, épisode Je suis amoureuse d'un homosexuel : Claire
- 2013 : Petits secrets entre voisins
- 2018 : Un si grand soleil : Gaëlle Lestrac
- 2020 : Meurtres à... (saison 7, épisode hors série) L'Archer noir de Christian Guérinel : Diane Giraud
- 2023 : La Stagiaire (saison 8, épisode 6 : Passionnément) : Ariane Bailly
- 2024 : Demain nous appartient (saison 7) : Caroline Leblanc

## Distinction
- Molières 2017 : nomination au Molière de la révélation féminine pour La Peur